# De kleurenkladder
De kleurenkladder is het honderdvierennegentigste stripverhaal uit de reeks van Suske en Wiske. Het is geschreven en getekend door Paul Geerts. 
Het werd voor het eerst gepubliceerd in TV Ekspres van 9 januari 1989 tot en met 22 januari 1990. De eerste albumuitgave in de Vierkleurenreeks was in februari 1990, met albumnummer 223.

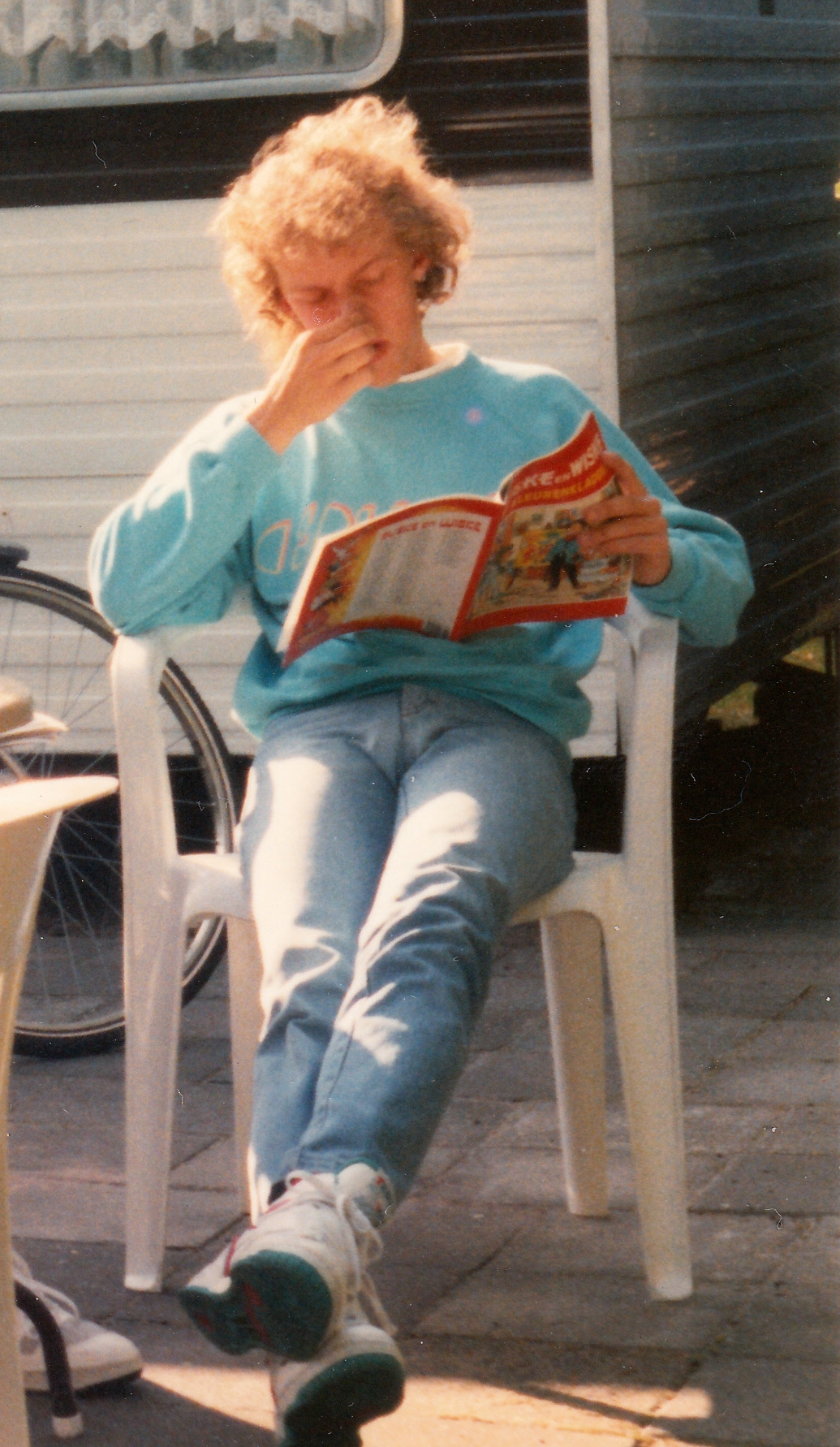
Een 20-jarige leest De kleurenkladder (1991)

Dit verhaal is speciaal gewijd aan het leven van de schilder Vincent van Gogh.

## Locaties
- Nederland, Zundert met geboortehuis van Vincent van Gogh, Frankrijk, Parijs, café Le Tambourin, atelier van Vincent van Gogh, antiquaar & kunsthandelaar “Brocantor”, de polders met griezelig huis, het gele huis in Arles in de Provence

## Personages
- Suske, Wiske met Schanulleke, tante Sidonia, Lambik, Jerom, professor Barabas, Agostina Segatori, straatmuzikant, Vincent van Gogh en zijn broer Theo van Gogh, monsieur Henri de Toulouse-Lautrec, cafébezoekers, Broncantor (antiquair) en zijn mannen, agent Seys en commandant, Melanie en Zulma, agenten

## Uitvindingen
- De teletijdmachine

## Het verhaal
Jerom belt Wiske om te zeggen dat hij met vakantie gaat. Meteen daarna krijgt Wiske bericht van professor Barabas, die laat weten dat hij naar een congres gaat. Wiske leest een briefje wat uit Lambiks jaszak valt, dit blijkt een liefdesbrief te zijn. Wiske denkt dat het briefje voor tante Sidonia bedoeld is. Wiske zegt teksten uit de brief op. Lambik vertrekt met zijn bos bloemen. 
Als professor Barabas terugkomt van zijn congres, vindt hij in zijn tuinhuisje een altaar met een reproductie van een schilderij van Vincent van Gogh. Er blijkt met de teletijdmachine te zijn geknoeid en Lambik is afgereisd naar het verleden. De professor belt de anderen. Barabas legt uit dat het schilderij in 1887 in Parijs werd geschilderd en een portret is van Agostina Segatori, de eigenaresse van het café “Le Tambourin”. Tante Sidonia wil Lambik onmiddellijk bij deze vrouw weghalen, maar ze glijdt uit en breekt haar voet, zodat ze niet met de teletijdmachine Lambik achterna kan reizen. Professor Barabas geeft nu via het scherm van de teletijdmachine wat uitleg over het leven van Vincent van Gogh. De vrienden zien in Zundert Vincent van Goghs geboortehuis. Hier woont ook Vincents broer Theo. Professor Barabas legt verder uit dat de schilder in Parijs in aanraking kwam met Camille Corot, Edgar Degas en andere grote kunstenaars. Vincent heeft de laatste jaren van zijn leven in het gele huis in Arles in de Provence (Frankrijk) doorgebracht.
Tante Sidonia maakt kleding voor de kinderen en ze reizen af naar het Parijs van 1887. Lambik hoort hier van een straatmuzikant dat Agostina de beste absint van Parijs schenkt, waarop hij door de man naar café Le Tambourin wordt gebracht. Als Lambik merkt dat Agostina niet onder de indruk is van hem, besluit hij zelf schilder te worden. Dan komt Vincent van Gogh het café binnen. Als Van Gogh verneemt dat Lambik uit België komt, begint hij over Antwerpen, De Borinage en zijn liefde voor Brabant te praten. Vincent besluit Lambik schilderles te geven. Lambik maakt moderne kunst en Vincent van Gogh, die hier niets in ziet, verlaat het atelier. Ook Agostina vindt het schilderij van Lambik lelijk. Tegelijk onthult ze tegenover Lambik dat Vincent haar vriend is. Lambik wordt hierop woedend en begint het meubilair te vernielen, waarop de andere cafébezoekers hem eruit gooien. Vincent van Gogh vindt Lambik terug in de regen, waarop hij Lambik meeneemt en hem toevertrouwt dat hij zijn relatie met Agostina eigenlijk wil verbreken. Even later komen ze Suske en Wiske tegen, en Lambik stelt de kinderen voor aan de beroemde schilder. Lambik gaat met de kinderen naar het atelier en neemt stiekem wat van zijn schilderijen mee naar zijn eigen tijd.
De vrienden worden niet naar het laboratorium geflitst, aangezien Lambik eerder de teletijdmachine saboteerde. Ze komen in plaats daarvan terecht in het antiquariaat van Brocantor. Deze antiquair ziet dat er echte tekeningen van Vincent van Gogh op zijn zolder liggen, waarop hij aanbiedt de vrienden naar huis te brengen in zijn auto. Lambik vertelt wat er allemaal is gebeurd, maar Suske en Wiske vertrouwen Brocantor niet. Brocantor wil dat professor Barabas hem in contact brengt met Vincent van Gogh. De professor wordt echter woedend en hij stuurt Brocantor weg. 
Tante Sidonia is blij dat Lambik terug is, maar die nacht breken er drie mannen in en zij ontvoeren Suske en Wiske. Tante Sidonia hoort van Brocantor dat de kinderen en professor Barabas in zijn macht zijn, waarop ze Lambik waarschuwt. Lambik ziet een bestelbusje vertrekken bij het laboratorium en volgt dit busje naar de polders. Als hij daar het huis van de boeven binnenvalt, wordt hij zelf bij Suske en Wiske opgesloten. De boef gaat terug naar het laboratorium, waar professor Barabas de boeven onder protest naar het verleden stuurt. Ze komen aan in 1887 en gaan naar het huis van Theo van Gogh, maar Vincent is er niet. Diens broer Theo stuurt de mannen naar het café.
Tante Sidonia kan professor Barabas bevrijden en ze laat zich ook naar het Parijs van 1887 flitsen. De antiquair wil de werken van Vincent van Gogh voor een spotprijsje kopen om ze in zijn eigen tijd voor veel geld door te verkopen. Tante Sidonia voorkomt dat de mannen het café binnengaan en krijgt buiten ruzie met Agostina. Dan wordt ze samen met de boeven naar haar eigen tijd geflitst, maar de boeven kunnen ontkomen. Het busje met de boeven botst echter op Jerom, die net van zijn vakantie terugkomt, en de politie rekent de schurken in. Tante Sidonia vertelt dat Lambik nog heeft gezegd dat hij naar een oud verlaten huis in de polders zou gaan, voordat hij verdween en Jerom gaat op zoek. Lambik sloopt de muur van de kelder waarin hij met Suske en Wiske gevangen zit, maar dan stroomt door het gat veel water uit de naastgelegen rivier naar binnen. Jerom verslaat de boeven en kan zijn vrienden uit het water redden. De politie komt ook bij het huis aan en rekent de boeven in. De vrienden gaan naar huis en Lambik verbrandt zijn reproductie van het schilderij van Agostina Segatori. Hij vertelt trots dat hij een opdracht heeft gekregen van een kunsthandelaar en als Suske, Wiske en tante Sidonia hem tijdens zijn werk bezoeken zien ze dat hij de gevel van de kunsthandel moet verven.

## Achtergronden bij het verhaal
- Dit verhaal werd uitgebracht naar aanleiding van de herdenking van Van Goghs dood in 1890, wat in 1990 100 jaar geleden was.
- Net zoals Lambik in De raap van Rubens Rubens met abstracte kunst choqueerde, verbaast hij in dit album Van Gogh met een soortgelijk doek. Ironisch genoeg was Van Gogh zelf een impressionist, en maakte dus deel van een stroming die zich afzette tegen classicisme en de eerste stap vormde naar het modernisme. Van Gogh is echter duidelijk zo ver nog niet en zegt dat dit geen kunst is en noemt Lambik hierop een 'kleurenkladder', vandaar de titel.
- Er wordt in dit album verwezen naar Van Goghs doek Caféterras bij nacht.
- Bobbie, het hondje van Kuifje, loopt langs als Lambik op straat ligt te treuren. Hij merkt op: "Je hebt je baasje verloren, hé?" Hergé was in 1983 overleden, zes jaar alvorens dit verhaal gepubliceerd werd.
- Lambik droomt dat hij succes heeft in de gedaante van Vader Abraham tot hij door een telefoontje wordt gewekt.

### Achtergronden bij de uitgaven
- De penselentrilogie, uitgegeven op 11 oktober 2006, is een luxe grootformaat uitgave, waarin drie verhalen over de schilders Rubens, Van Gogh en Rembrandt zijn gebundeld: De raap van Rubens, De kleurenkladder en De nachtwachtbrigade.